# Бхишма
Бхи́шма (санскр. भीष्म, IAST: bhīṣma — «грозный») — один из главных героев индийского эпического произведения «Махабхарата», двоюродный дед Пандавов и Кауравов.
Бхишма — сын раджи Шантану и богини-реки Ганги, земное воплощение младшего из восьми божеств Васу — бога неба Дьяуса (древнее индоевропейское божество, соответствующее Зевсу эллинов). В юности Бхишма прошёл обучение воинскому искусству у знатока военного дела отшельника Парашурамы — шестой аватары Вишну. Однажды раджа Шантану решил посвататься к приёмной дочери рыбака прекрасной царевне Сатьявати. Но её отец, ослеплённый гордыней, заявил, что он против этого брака, так как дети, родившиеся от Сатьявати, никогда не станут наследниками из-за того, что у Шантану уже есть старший сын. Тогда Бхишма, желая осчастливить отца, прилюдно дал обет безбрачия и поклялся, что никогда не будет претендовать на трон. Для жизни Бхишмы (как, впрочем, и для всего развития сюжета «Махабхараты») обет, данный им в молодости, имел огромное значение.
Раджа Шантану рано умер, оставив двух малолетних сыновей Вичитравирью и Читрангаду. Последний стал очередным правителем Лунной династии, но в действительности регентом при малолетних царевичах и при юном царе был могучий Бхишма, наводивший ужас на врагов (отсюда его взрослое, то есть инициационное имя; в детстве был назван Девавратой — «преданным богам») и расширивший пределы империи Кауравов. Но вскоре Читрангада погиб, и Бхишма, желая, чтобы род Кауравов продолжился, решил найти жён малолетнему Вичитравирье. Для этого он отправился в Варанаси, где проводились состязания, на которых должен был определиться муж для трёх дочерей царя Каши — Амбы, Амбики и Амбалики.
До приезда Бхишмы все были уверены, что дочери Каши достанутся единственному реальному претенденту — молодому царю Шальве из Шальвапура. Но Бхишма бесстрашно ринулся на колесничное состязание и разом победил всех конкурентов, после чего повез сестёр к своему сводному брату-правителю — эпический мотив сватовства заместителя. Амба сказала, что избрала женихом царя Шальву, и была отпущена Бхишмой, но жених отверг её, сочтя опороченной после умыкания Бхишмой. Несчастная девушка взмолилась Шиве о мести Бхишме, и в следующем рождении стала дочерью царя Друпады по имени Шикхандини, а затем превратилась в юношу Шикхандина, кому суждено было повергнуть неодолимого Бхишму в грядущей битве. Тем временем её младшие сёстры стали жёнами царя Вичитравирьи. Когда юный Вичитравирья умер, оставив вдов бездетными, царица Сатьявати пожелала, чтобы Амбика и Амбалика произвели потомство по обычаю нийога. Вьяса, также известный как Ведавьяса, который являлся незаконным сыном мудреца Парашары и Сатьявати, по настоянию своей матери взял к себе двух бездетных вдов своего младшего сводного брата — Амбику и Амбалику. Так Амбика родила старшего принца слепого Дхритараштру, а Амбалика — могучего Панду. Это поколение принцев также было воспитано Бхишмой, державшим бразды правления державы. Бхишма помазал на царство Кауравов воинственного Панду, а после его смерти сделал царём слепого Дхритараштру, оставаясь военным предводителем, советником царя и воспитателем нового поколения принцев: пятерых Пандавов (сыновей Панду) и ста Кауравов (сыновей царя Дхритараштры).
Когда между Пандавами и Кауравами разгорелась вражда, Бхишма всеми силами пытался помирить их и соблюсти интересы обманутых и обиженных Пандавов, постоянно обличая происки старшего из братьев-Кауравов Дурьйодханы и его побратима и советника Карны. Бхишме от божественного Нарады была известна тайна рождения Карны, старшего брата Пандавов, росшего подкидышем в семье возницы, но Бхишма хранил эту тайну до самой смерти и стал непримиримым врагом Карны, так как тот всегда выступал против Пандавов. Бхишма настаивал на отмене роковой игры в кости в зале собрания, затеянной царём Дхритараштрой в угоду любимому сыну Дурьйодхане, но совета престарелого героя не послушали (ср. с безуспешными попытками престарелого Нестора предотвратить ссору Агамемнона с Ахиллом в собрании царей в «Илиаде»). Когда вернувшиеся из изгнания Пандавы мирными переговорами пытались вернуть свою долю царства, Бхишма поддержал их справедливые притязания, но Дурьйодхана с Карной отказались выполнять условия договора, и война Пандавов с Кауравами стала неизбежной. Несмотря на сочувствие Пандавам, Бхишма не покинул двора Кауравов и сражался на их стороне. Незадолго до битвы на Курукшетре Бхишма, назначенный главнокомандующим Кауравов, в очередной ссоре в зале собрания оскорбил Карну. Разгневанный Карна сложил оружие, отказавшись сражаться, пока жив Бхишма. Пока могучий Бхишма, владевший небесным оружием, сражался во главе войска Дурьйодханы, Пандавы терпели поражения. Ночью после девятого дня битвы царь Пандавов праведный Юдхиштхира пришёл в шатёр Бхишмы и спросил деда, как его можно победить. И старец, сердце которого болело за Пандавов, но честь запрещала изменить Кауравам или сражаться не в полную силу, дал внуку совет. На следующий день самый великий воин
из Пандавов средний брат Арджуна напал на деда, выставив впереди себя Шикхандина.

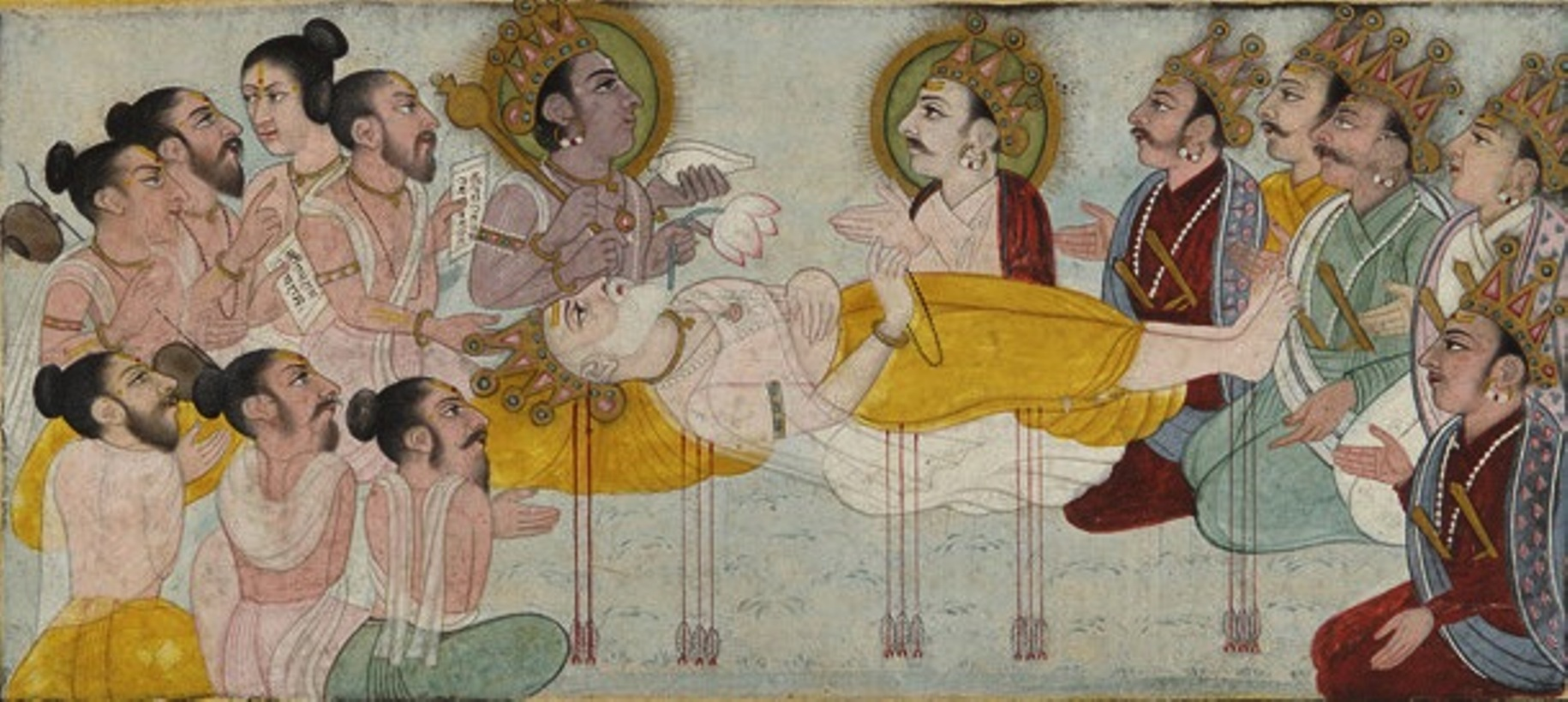
Смерть Бхишмы от стрел

Так как Шикхандин раньше был женщиной, Бхишма не поднял оружия против него, и был расстрелян Арджуной. Повержённый герой пал на «ложе из стрел», не касаясь земли (был утыкан стрелами как дикобраз) и утешал Арджуну, со слезами вспоминавшего, как в детстве играл на коленях у деда. К поверженному старцу приходит потрясённый Карна и происходит примирение витязей. Бхишма пытается уговорить Карну перейти на сторону его братьев благородных Пандавов, но Карна отказывается оставить своего побратима Дурьйодхану. Тогда Бхишма признаёт Карну своим внуком и благословляет на битву, в которой тот обречён погибнуть вместе с Кауравами. Используя свой магический дар, Бхишма решает отсрочить смерть на 48 дней до зимнего солнцестояния, когда солнце повернёт на северный путь от экватора. Это благоприятное время для смерти, так как гарантирует ему освобождение от будущих земных перерождений (сансары). Оставшееся время Бхишма использует для наставления будущего победителя и царя Пандавов Юдхиштхиры в вопросах этики и управления государством (этому посвящены целиком XII и XIII книги «Махабхараты»).